# Campionato delle nazioni africane 2018
Il campionato delle nazioni africane 2018 è stata la quinta edizione della competizione omonima, che si distingue dalla Coppa delle nazioni africane per il fatto che ogni nazionale può convocare solo calciatori che giocano nel proprio campionato nazionale.
Il torneo, che inizialmente avrebbe dovuto svolgersi in Kenya, si è tenuto in Marocco dal 12 gennaio al 4 febbraio 2018 e ha visto la partecipazione di 16 squadre.

## Squadre partecipanti
| Zona            | Squadra             |
| --------------- | ------------------- |
| Zona Nord       | Marocco (ospitante) |
| Zona Nord       | Libia               |
| Zona Ovest A    | Mauritania          |
| Zona Ovest A    | Guinea              |
| Zona Ovest B    | Nigeria             |
| Zona Ovest B    | Costa d'Avorio      |
| Zona Ovest B    | Burkina Faso        |
| Zona Centro     | Rep. del Congo      |
| Zona Centro     | Camerun             |
| Zona Centro     | Guinea Equatoriale  |
| Zona Centro-Est | Uganda              |
| Zona Centro-Est | Sudan               |
| Zona Centro-Est | Ruanda              |
| Zona Sud        | Zambia              |
| Zona Sud        | Namibia             |
| Zona Sud        | Angola              |

## Stadi
Sono quattro le città che ospitano il torneo: Casablanca, Marrakech, Agadir e Tangeri per un totale di quattro stadi.
| Stadio Mohamed V | Stadio di Marrakech |
| Capienza: 67 000 | Capienza: 45 240    |
|                  |                     |
| Agadir           | Tangeri             |
| Stadio Adrar     | Stadio di Tangeri   |
| Capienza: 45 480 | Capienza: 45 000    |
|                  |                     |

## Fase a gironi

### Gruppo A
| Pos. | Squadra    | Pt | G | V | N | P | GF | GS | DR |
| ---- | ---------- | -- | - | - | - | - | -- | -- | -- |
| 1.   | Marocco    | 7  | 3 | 2 | 1 | 0 | 7  | 1  | +6 |
| 2.   | Sudan      | 7  | 3 | 2 | 1 | 0 | 3  | 1  | +2 |
| 3.   | Guinea     | 3  | 3 | 1 | 0 | 2 | 3  | 5  | -2 |
| 4.   | Mauritania | 0  | 3 | 0 | 0 | 3 | 0  | 6  | -6 |

### Gruppo B
| Pos. | Squadra        | Pt | G | V | N | P | GF | GS | DR |
| ---- | -------------- | -- | - | - | - | - | -- | -- | -- |
| 1.   | Zambia         | 7  | 3 | 2 | 1 | 0 | 6  | 2  | +4 |
| 2.   | Namibia        | 7  | 3 | 2 | 1 | 0 | 3  | 1  | +2 |
| 3.   | Uganda         | 1  | 3 | 0 | 1 | 2 | 1  | 4  | -3 |
| 4.   | Costa d'Avorio | 1  | 3 | 0 | 1 | 2 | 0  | 3  | -3 |

### Gruppo C
| Pos. | Squadra            | Pt | G | V | N | P | GF | GS | DR |
| ---- | ------------------ | -- | - | - | - | - | -- | -- | -- |
| 1.   | Nigeria            | 7  | 3 | 2 | 1 | 0 | 4  | 1  | +3 |
| 2.   | Libia              | 6  | 3 | 2 | 0 | 1 | 4  | 1  | +3 |
| 3.   | Ruanda             | 4  | 3 | 1 | 1 | 1 | 1  | 1  | 0  |
| 4.   | Guinea Equatoriale | 0  | 3 | 0 | 0 | 3 | 1  | 7  | -6 |

### Gruppo D
| Pos. | Squadra        | Pt | G | V | N | P | GF | GS | DR |
| ---- | -------------- | -- | - | - | - | - | -- | -- | -- |
| 1.   | Rep. del Congo | 7  | 3 | 2 | 1 | 0 | 3  | 0  | +3 |
| 2.   | Angola         | 5  | 3 | 1 | 2 | 0 | 1  | 0  | +1 |
| 3.   | Burkina Faso   | 2  | 3 | 0 | 2 | 1 | 1  | 3  | -2 |
| 4.   | Camerun        | 1  | 3 | 0 | 1 | 2 | 1  | 3  | -2 |

## Fase a eliminazione diretta

### Tabellone
|  | Quarti di finale        | Quarti di finale       |                         |             | Semifinali                | Semifinali                |  |  | Finale                 | Finale |
|  |                         |                        |                         |             |                           |                           |  |  |                        |        |
|  | 27 gennaio - Casablanca |                        |                         |             |                           |                           |  |  |                        |        |
|  |                         |                        |                         |             |                           |                           |  |  |                        |        |
|  | Marocco                 | 2                      |                         |             |                           |                           |  |  |                        |        |
|  | Marocco                 | 2                      | 31 gennaio - Casablanca |             |                           |                           |  |  |                        |        |
|  | Namibia                 | 0                      |                         |             |                           |                           |  |  |                        |        |
|  | Namibia                 | 0                      | Marocco (dts)           | 3           |                           |                           |  |  |                        |        |
|  | 28 gennaio - Agadir     |                        | Marocco (dts)           | 3           |                           |                           |  |  |                        |        |
|  |                         | Libia                  | 1                       |             |                           |                           |  |  |                        |        |
|  | Rep. del Congo          | Libia                  | 1                       | 1 (3)       |                           |                           |  |  |                        |        |
|  | Rep. del Congo          |                        | 4 febbraio - Casablanca | 1 (3)       |                           |                           |  |  |                        |        |
|  | Libia (dcr)             | 1 (5)                  |                         |             |                           |                           |  |  |                        |        |
|  | Libia (dcr)             | 1 (5)                  | Marocco                 | 4           |                           |                           |  |  |                        |        |
|  | 27 gennaio - Marrakech  |                        | Marocco                 | 4           |                           |                           |  |  |                        |        |
|  |                         | Nigeria                | 0                       |             |                           |                           |  |  |                        |        |
|  | Zambia                  | Nigeria                | 0                       | 0           |                           |                           |  |  |                        |        |
|  | Zambia                  | 31 gennaio - Marrakech |                         | 0           |                           |                           |  |  |                        |        |
|  | Sudan                   | 1                      |                         |             |                           |                           |  |  |                        |        |
|  | Sudan                   | 1                      | Sudan                   | 0           | Finale per il terzo posto | Finale per il terzo posto |  |  |                        |        |
|  | 28 gennaio - Tangeri    |                        | Sudan                   | 0           | Finale per il terzo posto | Finale per il terzo posto |  |  |                        |        |
|  |                         | Nigeria                | 1                       |             |                           |                           |  |  |                        |        |
|  | Nigeria (dts)           | Nigeria                | 1                       | 2           | Libia                     | 1 (2)                     |  |  |                        |        |
|  | Nigeria (dts)           |                        |                         | 2           | Libia                     | 1 (2)                     |  |  |                        |        |
|  | Angola                  | 1                      |                         | Sudan (dcr) | 1 (4)                     |                           |  |  |                        |        |
|  | Angola                  | 1                      |                         |             | 1 (4)                     |                           |  |  |                        |        |
|  |                         |                        |                         |             |                           |                           |  |  | 3 febbraio - Marrakech |        |
|  |                         |                        |                         |             |                           |                           |  |  |                        |        |

Marocco
(1º titolo)